# John Lee Juo-Wang
John Lee Juo-Wang (* 2. November 1966 in Taiwan) ist ein taiwanischer Geistlicher und emeritierter römisch-katholischer Bischof von Tainan.

## Leben
John Lee Juo-Wang studierte nach dem Abschluss der Oberschule von 1984 bis 1992 Philosophie und Theologie am Priesterseminar Sr. Pius X. in Tainan. Am 1. Januar 1993 empfing er das Sakrament der Priesterweihe für das Bistum Tainan.
Nach der Priesterweihe war er zunächst für drei Jahre Hilfsgeistlicher an der Kathedrale von Tainan und anschließend drei Jahre Pfarrer der Namen Jesu-Pfarrei. Nach weiteren Studien an der Päpstlichen Universität Urbaniana in Rom erwarb er das Lizenziat in Dogmatik. 2002 kehrte er nach Taiwan zurück und war neben verschiedenen Aufgaben in der Pfarrseelsorge seit 2014 für die Berufungspastoral verantwortlich. Seit 2017 war er zudem Kanzler der Diözesankurie. Er gehörte dem Priesterrat und dem Konsultorenkollegium an. 2019 wurde er zum Generalvikar des Bistums Tainan ernannt.
Am 14. November 2020 ernannte ihn Papst Franziskus zum Bischof von Tainan. Sein Amtsvorgänger Bosco Lin Chi-nan spendete ihm am 1. Januar des folgenden Jahres die Bischofsweihe. Mitkonsekratoren waren der Erzbischof von Taipeh, Thomas Chung An-zu, und der Bischof von Hsinchu, John Baptist Lee Keh-mien. Bereits am 19. Juni 2021 nahm der Papst seinen Rücktritt als Bischof von Tainan an und ernannte seinen Vorgänger zum Apostolischen Administrator.